# Parisova sodba (Rubens)
Parisova sodba je ena od številnih slik, ki jih je naslikal Peter Paul Rubens, ki se ne ujemajo z 22 upodobitvami teme, pripisane Lucasu Cranachu starejšemu. Veliki različici iz leta 1636 (London) in 1639 (Madrid) sta med najbolj znanimi. Obe prikazujeta Rubensovo različico idealizirane ženske lepote z boginjami Venero (grško Afrodita), Minervo (grško Atena) in Junono (grško Hera) na eni strani ter Parisom v spremstvu Merkurja (grško Hermes) na drugi (različica iz leta 1636 ima na skrajni levi putta, Alekto pa nad boginjami, medtem ko različica iz leta 1639 dodaja putta med Minervo in Venero.

## Različica iz leta 1636
Ta različica sledi zgodbi, kot je bila opisana v Lukijanovi Sodbi boginj. Prikazuje nagrado zlatega jabolka, čeprav spremembe kažejo, da je Rubens prvič naslikal zgodnejšo točko v zgodbi, ko je Merkur ukazal, naj se boginje slečejo.  Leta 1844 so sliko kupili za Narodno galerijo v Londonu.

## Različica iz leta 1638
Ta različica je bila naslikana leta 1638 ali 1639 in je zdaj v Pradu, dokončana pa je bila tik pred smrtjo, ko je bil bolan s protinom. Naročil jo je kardinal-infant Ferdinand Avstrijski, brat Filipa IV., in se je po njegovi smrti preselila v špansko kraljevo zbirko. Leta 1788 je Karel III. Španski sklenil, da je nespodobna in ukazal, da jo zažgejo, vendar je umrl, preden je bilo mogoče ukaz izvršiti. [2

## Druge različice
- 1597-1600, 144,8 cm x 193,7 cm, Narodna galerija, London
- okoli leta 1606, olje na lesu, 89 x 114,5 cm, Prado
- Oljna skica na baker, 1606, 32,5 cm  x 43,5 cm, Academy of Fine Arts, Dunaj
- Iz leta 1636, 49 cm x 63 cm, Galerija slik starih mojstrov, Dresden, verjetno prej kot podobna londonska slika